# Alexander Dix

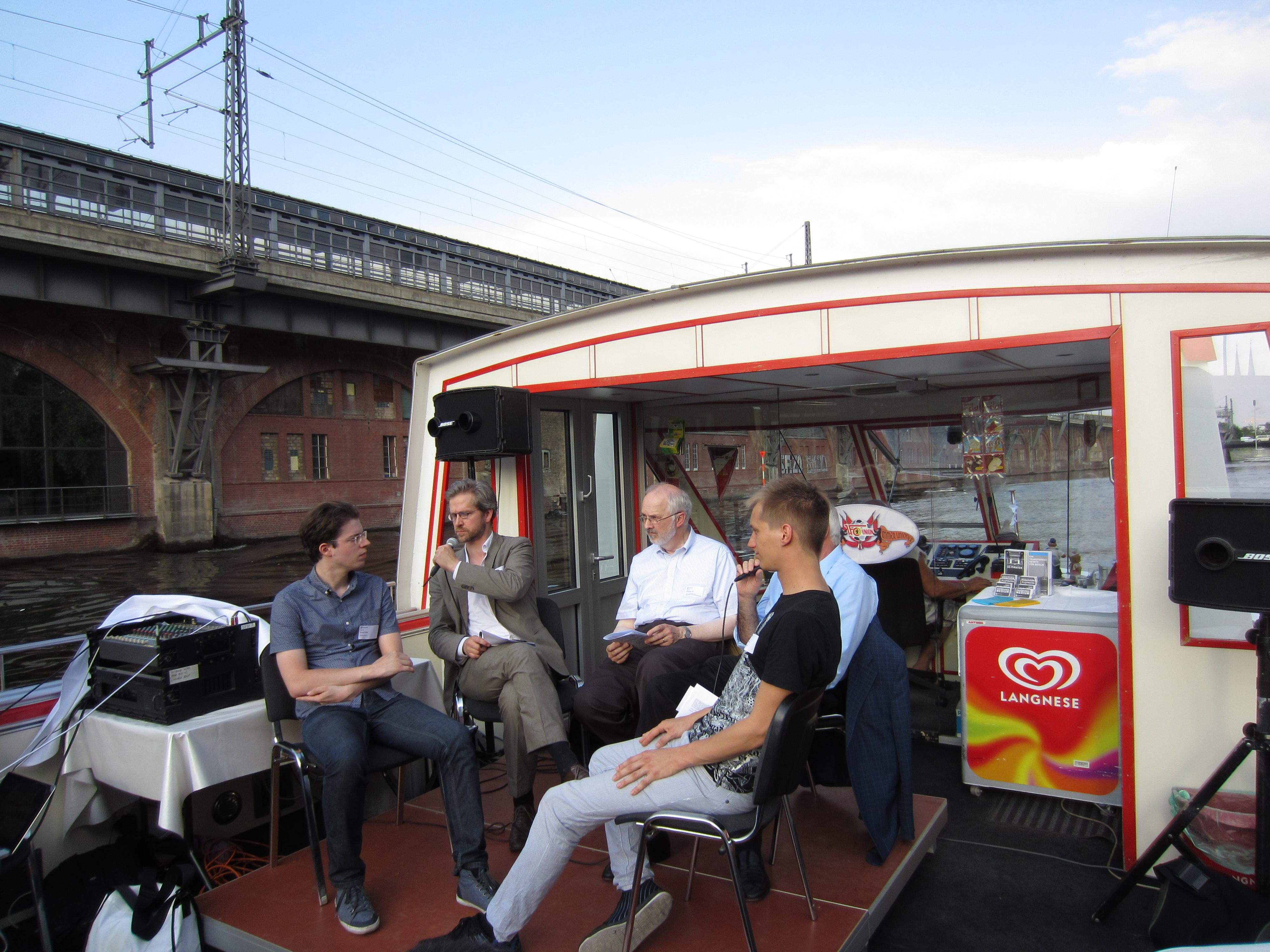
Alexander Dix (dritter von links)

Alexander Dix (* 13. Januar 1951 in Bad Homburg vor der Höhe) ist ein deutscher Jurist. Er ist stellvertretender Vorsitzender der Europäischen Akademie für Informationsfreiheit und Datenschutz (EAID). Von Juni 1998 bis Juni 2005 war Dix der Beauftragte für Datenschutz und das Recht auf Akteneinsicht des Landes Brandenburg, von Juni 2005 bis Januar 2016 der Berliner Beauftragte für Datenschutz und Informationsfreiheit.

## Leben
Dix studierte von 1969 bis 1977 Rechtswissenschaften in Bochum, Hamburg und in London, wo er 1977 den Titel des Master of Laws (LL.M.) erwarb. Von 1980 bis 1982 war Dix wissenschaftlicher Referent am Hans-Bredow-Institut für Rundfunk und Fernsehen an der Universität Hamburg, wo er auch 1984 zum Doktor der Rechte promovierte. 1982 bis 1985 war Dix als juristischer Referent bei der Stadt Heidelberg und von 1985 bis 1990 beim Berliner Datenschutzbeauftragten tätig. Zwischen 1990  und 1998 war er Stellvertretender Berliner Datenschutzbeauftragter. Vom 1. Juni 1998 bis 1. Juni 2005 hatte er das Amt des Landesbeauftragten für den Datenschutz und für das Recht auf Akteneinsicht des Landes Brandenburg inne. Als er dieses Amt 1998 antrat, war er der erste Beauftragte für Informationsfreiheit in Deutschland. Am 2. Juni 2005 folgte ihm die bisherige Stellvertreterin des Berliner Datenschutzbeauftragten, Dagmar Hartge, im Amt nach.
Dix war seit dem 3. Juni 2005 der Beauftragte für Datenschutz und Informationsfreiheit des Landes Berlin und damit Nachfolger des langjährigen Landesdatenschutzbeauftragten Hansjürgen Garstka. In dieser Funktion leitete er auch die International Working Group on Data Protection in Telecommunications – bekannt auch als Berlin Group.
2009 hatte Dix keine Einwände gegen die Veröffentlichung der Krankenakte des 1991 verstorbenen Klaus Kinski gegen den Willen seiner Familie, mit der Begründung, dass die Veröffentlichung von Krankenakten von Personen der Zeitgeschichte zehn Jahre nach deren Tod zulässig sei. Die Berliner Ärztekammer war gegen die Veröffentlichung, weil Patientendaten durch das allgemeine Persönlichkeitsrecht auch über den Tod hinaus geschützt seien.
Dix erregte öffentliche Aufmerksamkeit mit der geäußerten Auffassung, die Kontrolle der von Schülern in die Schule mitgebrachten Handys durch Lehrkräfte widerspreche dem Fernmeldegeheimnis. Im Februar 2014 schrieb Dix in einem Gastbeitrag in der Zeit, dass die Vorratsdatenspeicherung überflüssig sei und zudem die Gefahr der schleichenden Zweckentfremdung (function creep) berge. Dix ist Mitherausgeber des Jahrbuchs für Informationsfreiheit und Informationsrecht.
Ende März 2015 gab Dix bekannt, dass er mit seiner bis dahin zehnjährigen Tätigkeit als Datenschutzbeauftragter des Landes Berlin aufhören werde. Seine zweite Amtsperiode endete Anfang Juni 2015, er blieb aber kommissarisch im Amt. Als seine Nachfolgerin wurde am 29. Januar 2016 Maja Smoltczyk ernannt.
Im Januar 2017 zeichnete das Electronic Privacy Information Center (EPIC) Alexander Dix mit dem International Privacy Champion’s Award aus.

## Veröffentlichungen
(Auszug)
- Gleichberechtigung durch Gesetz. Die britische Gesetzgebung gegen die Diskriminierung der Frau im Arbeitsleben – ein Modell für die Bundesrepublik Deutschland? (= Veröffentlichungen aus dem Institut für Internationale Angelegenheiten der Universität Hamburg. Band 15). Nomos, Baden-Baden 1984, ISBN 3-7890-1059-6 (zugleich Dissertation, Universität Hamburg 1983/84).
- ECHELON auf dem parlamentarischen Prüfstand. In: Datenschutz und Datensicherheit, 24. Jg., Nr. 11, Braunschweig 2000, ISSN 0724-4371, S. 659–661 (PDF; 44,3 kB).
- Die Novelle zum Stasi-Unterlagen-Gesetz. In: Zeitschrift für Vermögens- und Immobilienrecht (VIZ), Nr. 1/2003, ISSN 1432-8933, S. 1–5.
- Datenschutz und Informationsfreiheit – Landes-, Bundes-, Europa- und Völkerrecht, Nomos, Baden-Baden 2011, ISBN 978-3-8329-6695-9.
- Datenschutz und Informationsfreiheit – Europarecht, Bundes- und Landesrecht, Völkerrecht, Textsammlung, 2. Aufl. Nomos, Baden-Baden 2018, ISBN 978-3-8487-4231-8.
- The EU Commission's Data Reform After Snowden's Summer. In: Intereconomics, 48. Jg., Nr. 5, September/Oktober 2013, S. 268–271.
- Menschenrechte als Grenze der Geheimhaltung. In: Alexander Dix u. a. (Hrsg.): Informationsfreiheit und Informationsrecht Jahrbuch 2013, Lexxion, Berlin 2014, ISBN 978-3-86965-232-0, S. 249–250.
- Gerät die Datenverarbeitung außer Kontrolle? In: Hentschel/Hornung/Jandt (Hrsg.): Mensch-Technik-Umwelt: Verantwortung für eine sozialverträgliche Zukunft. Festschrift für A. Roßnagel zum 70. Geburtstag. Nomos, Baden-Baden 2020, S. 245–266.
- Motor oder Flaschenhals? Die Regeln der Datenschutz-Grundverordnung zur Zusammenarbeit und Kohärenz der Datenschutzaufsicht. In: Vorgänge. Heft 231/232, 2020, S. 87–97.
- Kommentator zahlreicher Bestimmungen der Datenschutz-Grundverordnung und des Bundesdatenschutzgesetzes in: Kühling/Buchner (Hrsg.), Datenschutz-Grundverordnung/BDSG, 4. Aufl. München  2024; Simitis/Hornung/Spiecker gen. Döhmann (Hrsg.), Datenschutzrecht, DSGVO mit BDSG, Baden-Baden 2019; Spiecker gen. Döhmann/Papakonstantinou/Hornung/de Hert, General Data Protection Regulation, Article-by-Article Commentary, Baden-Baden/München/Oxford 2023.

## Belege
1. ↑   Krankenakte soll für immer zu bleiben (Memento vom 4. März 2016 im Internet Archive)
2. ↑  Hannes Heine: Privatsache Gewaltvideos. In: Der Tagesspiegel, 3. Februar 2007. Abgerufen am 4. Februar 2014.
3. ↑  Alexander Dix: Vorratsdatenspeicherung ist überflüssig. In: Die Zeit, 8. Februar 2014. Abgerufen am 15. Februar 2014.
4. ↑  Fatina Keilani: Der unbequeme Aufpasser geht - Datenschutzbeauftragter Alexander Dix legt seinen letzten Bericht vor. In: Der Tagesspiegel, 25. März 2015, abgerufen am 26. März 2015.
5. ↑   Berliner Beauftragter für Datenschutz und Informationsfreiheit (Memento vom 20. Juli 2017 im Internet Archive), datenschutz-berlin.de, abgerufen am 26. März 2015.
6. ↑   Maja Smoltczyk als Berliner Beauftragte für Datenschutz und Informationsfreiheit ernannt. (Memento vom 7. Juli 2017 im Internet Archive) Website der Berliner Beauftragten für Datenschutz und Informationsfreiheit, 29. Januar 2016, abgerufen am 27. Februar 2016.
7. ↑  Electronic Privacy Information Center: EPIC - EPIC Gives 2017 International Privacy Award to Alexander Dix. Abgerufen am 28. Januar 2017 (englisch).
8. ↑  Presseerklärung: Alexander Dix ist „International Privacy Champion 2017“ | EAID. Abgerufen am 28. Januar 2017.

| Personendaten    | Personendaten                           |
| ---------------- | --------------------------------------- |
| NAME             | Dix, Alexander                          |
| KURZBESCHREIBUNG | deutscher Jurist und Datenschutzexperte |
| GEBURTSDATUM     | 13. Januar 1951                         |
| GEBURTSORT       | Bad Homburg vor der Höhe                |